# 呉淞笙
呉 淞笙（ご しょうしょう、ウ・ソンシェン、中国語：吴淞笙、拼音：Wú Sōngshēng、1945年4月4日 ～ 2007年12月23日）は、中国、オーストラリアの囲碁棋士。福建省生れ、中国囲棋協会などに所属、九段。一時韓国棋院、台湾棋院客員棋士。陳祖徳らとともに中国最初の九段として活躍。

## 経歴
福建省莆田に生れ、上海で育ち、林勉に碁を学ぶ。1959年に上海囲棋集中訓練隊入り。劉棣懐、魏海鴻、汪振雄らに指導を受ける。1961年に国家囲棋集中訓練隊入り。1962年に全国囲棋個人戦に出場、3位となる。1964年の中国囲棋協会段位制開始時に、過惕生、劉棣懐、陳祖徳とともに最高段の五段となる。64、66年の全国個人戦では陳祖徳に次いで2位。それまでの「南劉北過」に代わって、「陳呉時代」とも呼ばれた。日中囲碁交流では、1963年訪中団の宮本直殻に定先で勝ち、64年訪日団に参加し4勝5敗、65年の訪日では4勝3敗、66年訪日では2勝3敗などの成績を収める。文化大革命後の1974年訪日では6勝1敗。1978年には牛之浜撮雄との三番碁に勝利。1982年に九段を贈られる。1983年、国家体育委員会から体育栄誉奨章受章。同年、国家囲棋集中訓練隊教練員となる。
1985年にオーストラリアに移住。1988年の第1回応昌期杯世界プロ囲碁選手権戦ではオーストラリア代表として出場、1回戦で趙治勲に敗れる。第2回大会ではシドニー代表として出場、依田紀基に敗れる。1989年から韓国棋院客員棋士となって、棋戦に参加。1996年第1回三星火災杯世界オープン戦では予選を勝ち抜いて出場、1回戦で馬暁春に勝ち、2回戦で劉小光に敗れる。1998-99年には台湾棋院客員棋士。
1999年に帰国、北棋牌学校副校長に就任。2000年、中国囲棋協会訓練センターの監督就任。同年、南方証券杯中国囲棋元老戦で、決勝で劉小光に0-2で敗れ準優勝。
2007年にシドニーの病院で死去。

## 主な棋歴
- 全国囲棋個人戦
  - 1962年 3位
  - 1964年 2位
  - 1966年 2位
- 新体育杯戦 準優勝 1980年
- 南方証券杯中国囲棋元老戦 準優勝 2000年
- 日中囲碁交流
  - 1963年（○宮本直殻(定先)）
  - 1964年 4-5（○村上文祥、○加納嘉徳(定先)）
  - 1965年（訪日） 4-3
  - 1966年 2-3
  - 1972年 （○安永一(定先)）
  - 1974年 6-1
  - 1973年 （×坂田栄男(定先)）
  - 1976年 2-3-2（×佐藤昌晴、×大平修三、○伊藤誠）
  - 1978年 4-3（2-1 牛之浜撮雄）
  - 1980年 4-3（○三王裕孝）

## 著書
- 『呉淞笙圍棋教室（初級篇）』2002年 人民体育出版社
- 『呉淞笙圍棋教室（入門篇）』2003年 人民体育出版社
- 『呉淞笙圍棋教室（昇華篇）』2006年 人民体育出版社